# 蟒科
蟒科（學名：Pythonidae）是一類無毒蛇類，原產於非洲、亞洲以及澳洲。其中包含了一些世界上最大型的蛇類。已知約有8屬共26種。其拉丁名字來源於希臘神話中的大蟒蛇皮同。
蟒蛇在全世界不少國家也有人把其當作寵物飼養。雖然蟒蛇的牙沒有毒性，但由於蟒蛇體型巨大，可以吞下中大型的動物（例如：豬或羊），對人類有一定程度的危險。若沒有有關經驗，一般是不許飼養的。

## 分类
蟒科过去曾被视为蚺科（Boidae）的姐妹群而归类于蚺总科（Booidae），蟒科甚至有時會被歸類為蚺科一個亞科，稱為蟒亞科（Pythoninae），但是，現在的基因分子研究结果显示，蟒科与美洲闪鳞蛇科（Loxocemidae）才是姐妹群，两者再与闪鳞蛇科（Xenopeltidae）一起组成单系群，即蟒总科（Pythonoidea）。
- 蟒科 Pythonidae Fitzinger，1826
  - 侏儒蟒屬 Antaresia Wells & Wellington，1984
  - 巴布亞蟒屬 Apodora Kluge，1993
  - 盾蟒屬 Aspidites Peters，1877
  - 環紋蟒屬 Bothrochilus Fitzinger，1843
  - 白吻蟒屬 Leiopython Hubrecht，1879
  - 岩蟒屬 Liasis Gray，1842
  - 樹蟒屬 Morelia Gray，1842
  - 蟒屬 Python Daudin，1803

## 保育狀況
除被列入附录Ⅰ的亚种外的所有种均被列為《瀕危野生動植物種國際貿易公約》附錄II的物種，被限制出口及貿易。

## 延伸阅读
[在维基数据编辑]
 《欽定古今圖書集成·博物彙編·禽蟲典·蟒部》，出自陈梦雷《古今圖書集成》